# Ford York
Ford York — рядный дизельный двигатель внутреннего сгорания, выпускавшийся компанией Ford с 1972 по 1984 год и применявшийся в фургонах Ford Transit.

## Применения
Двигатель Ford York применялся в автомобилях Ford Transit. Его объём варьировался от 2,4 до 3,5 л, а количество цилиндров варьировалось от 4 до 6. Также двигатель устанавливался на Ford A-Series.
Как четырёх-, так и шестицилиндровые двигатели также использовались в качестве промышленных. В передней части коленчатого вала имелась длинная секция со шпонкой для обеспечения полного переднего отбора мощности.
В 1977 году в двигатель была внедрена система холодного запуска.

## Технические характеристики
- Мощность: 61,3—87 л. с. при 3600 об/мин
- Крутящий момент: 99—138,4 фунт⋅фут при 2250 об/мин
- Диаметр цилиндра: 93,67 мм
- Ход поршня: 85,58 мм
- Степень сжатия: 22:1
- Давление: 350 бар

## Преемник
В 1984 году преемником двигателя Ford York стал 2,5-литровый двигатель DI (с непосредственным впрыском топлива). Блок цилиндров имел одинаковое расстояние между цилиндрами, а диаметр цилиндра составлял 93,67 мм. Двигатель был выпущен в Континентальной Европе за несколько месяцев до презентации в Соединённом Королевстве.